# Anthim I.

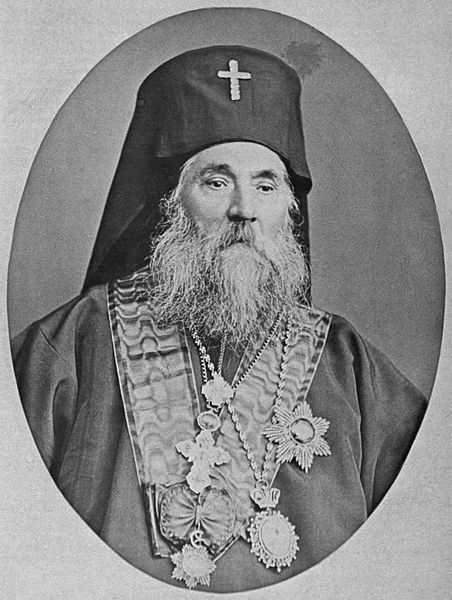
Antim I., bulgarische Exarch

Anthim I., auch Antim I. (bulgarisch Антим I; * 1816 in Kırklareli, Lozengrad; † 1. Dezember 1888 in Widin, Bulgarien), geboren als Atanas Michajlow Tschalakow (bulgarisch Атанас Михайлов Чалъков), war ein bulgarischer Prälat, Politiker, Exarch und Oberhaupt der bulgarisch-orthodoxen Kirche sowie einer der Aktivisten der Bulgarischen Nationalen Wiedergeburt. Er war auch der erste Vorsitzende des Bulgarischen Parlaments und führte die konstituierenden Sitzungen zu der Erarbeitung der ersten bulgarischen Verfassung, der Verfassung von Tarnowo.

## Leben
Anthim I. wurde im ostthrakischen Lozengrad, heute Kırklareli (Türkei) geboren. Als Priester wurde er 1837 im Athoskloster Hilandar geweiht. Danach studierte er an der renommiertesten Priesterschule im Osmanischen Reich, dem Seminar von Chalki, das er 1844 beendete. Mit einem Stipendium, das er durch die Hilfe des russischen Konsuls in Smyrna bekam, konnte er seine Ausbildung im Priesterseminar in Odessa fortführen. Nach einiger Zeit dort wechselte er in die Moskauer Geistliche Akademie, die er 1856 erfolgreich abschloss.
Nach seiner Rückkehr war Anthim zunächst Professor und Rektor am Seminar von Chalki. Mit dem Verfall des Osmanischen Reiches, dem Beginn der Bulgarischen Nationalen Wiedergeburt und den von osmanischen Seite gemachten Zugeständnissen in Sachen Religionsausübung begann auch der Kampf um eine vom Konstantinopler Ökumenischen Patriarchat unabhängige bulgarische Kirche.
Nach den Ereignissen um die bulgarische »Ostern-Aktion« 1860, als der Bischof Ilarion Makariopolski im Gottesdienst die Nennung des Ökumenischen Patriarchen unterließ und ihm weitere bulgarische Geistliche im Osmanischen Reich folgten, sah sich der Konstantinopeler Patriarch gezwungen, auf bulgarische Forderungen einzugehen und bulgarische Bischöfe einzusetzen, die die Messe auf Bulgarisch und nicht auf Griechisch abhielten. Im Jahre 1861 wurde dann Anthim I. zum Metropoliten von Preslaw ernannt. 1868 wurde er zum Metropoliten der Eparchie von Widin, die sich nicht dem Ökumenischen Patriarchen beugen wollte. Die Bewegung für die Errichtung einer unabhängigen Kirche konnte jedoch nicht mehr vom griechisch dominierten Ökumenischen Patriarchat gestoppt werden. 1868 schloss sich Anthim der Konstantinopler Bewegung an und erklärte seine Loslösung von der Obrigkeit des Ökumenischen Patriarchats.

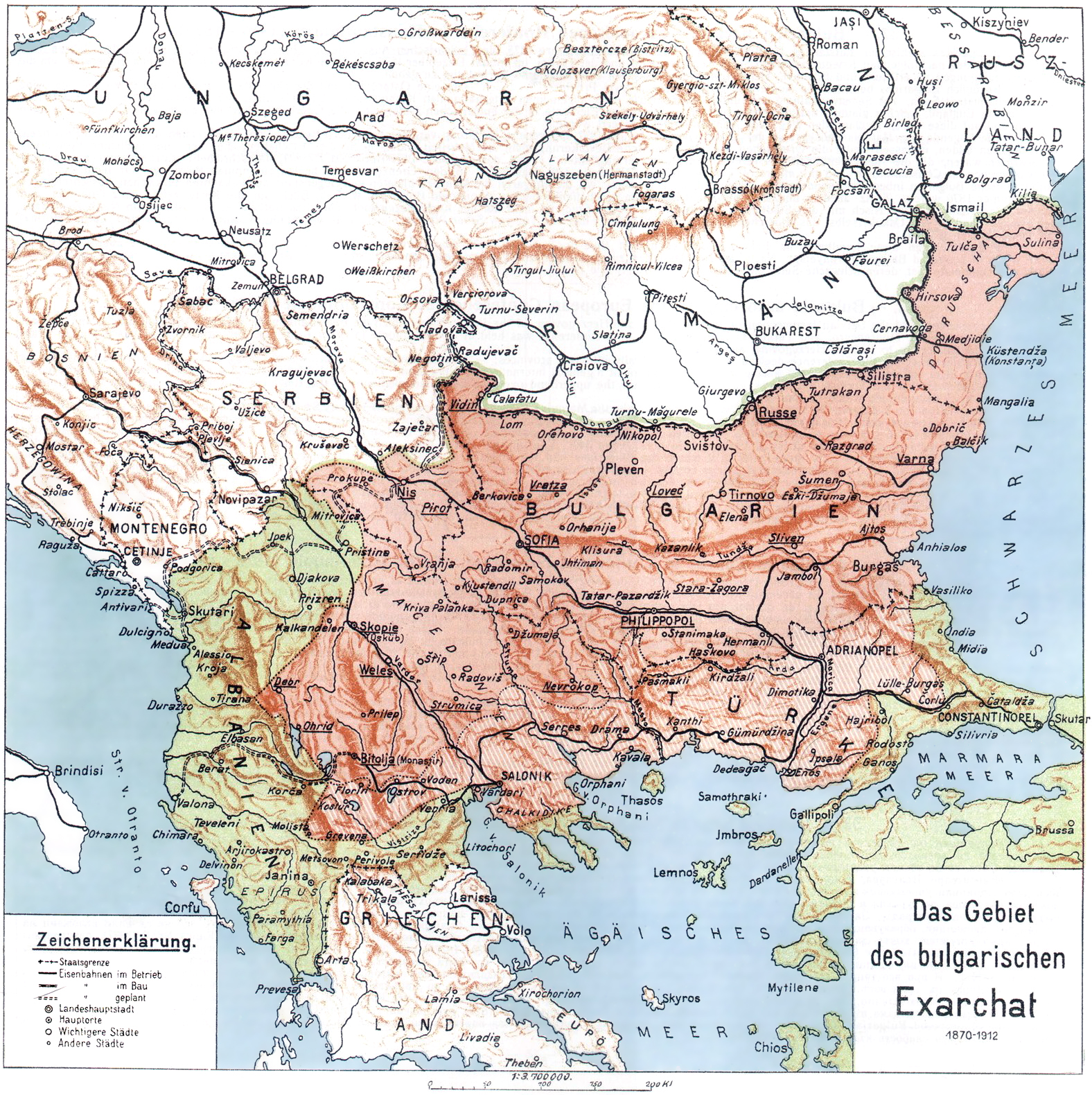
Das Gebiet des bulgarischen Exarchats

Am 11. März 1870 sah sich der osmanische Sultan Abdülaziz gezwungen, einen Ferman (Dekret) zu unterschreiben, der die Errichtung eines unabhängigen, nur dem Sultan unterliegenden bulgarischen Exarchats vorhersah. Dadurch gelang der Bulgarisch-Orthodoxen Kirche nach Jahrhunderte andauernder osmanischer Herrschaft erneut eine begrenzte Unabhängigkeit.
Am 4. Februarjul. / 16. Februar 1871greg. wählte das Konzil des Bulgarischen Exarchats den Metropoliten von Widin, Antim I., zum ersten bulgarischen Exarchen, nachdem sein Vorgänger Ilarion I. nach Protest des Ökumenischen Patriarchen von Konstantinopel nicht von Sultan Abdülaziz akzeptiert worden war. Für die Kandidatur von Anthim setzten sich die bulgarische Bevölkerung Konstantinopels sowie Persönlichkeiten wie Gawril Krastewitsch, die Bogoridis und der russische Botschafter dort, Graf Ignatiew, ein.
Die Errichtung des bulgarischen Exarchats und insbesondere eines bulgarischen Schul- und Bildungssystems führte aber auch zu schweren Spannungen mit dem bis dahin bestimmenden griechischen Patriarchat von Konstantinopel. Am 11. Maijul. / 23. Mai 1872greg., am Kyrill und Method Gedenktag, erklärte der Exarch Antim I. in der bulgarischen Kirche Sankt Stefan in Konstantinopel die Unabhängigkeit vom Ökumenischen Patriarchat.
Als Antwort darauf erklärte das Konstantinopeler Patriarchat auf einer Synode im Jahr 1872 das Bulgarische Exarchat für schismatisch und bezichtigte es der Häresie des Phyletismus. Zudem wurde der bulgarischen Kirche vorgeworfen, dass sie in Gestalt des in Istanbul (Konstantinopel) residierenden Exarchen den unkanonischen Zustand herbeiführe, das zwei Bischöfe in ein und derselben Stadt amtierten.
Seit 2006 ist der Antim Peak nach ihm benannt, ein Berg auf Smith Island in der Antarktis.